# Christopher Kanu
Christopher Kanu (ur. 4 grudnia 1979 w Owerri) – nigeryjski piłkarz występujący na pozycji obrońcy, reprezentant kraju.

## Życiorys
Młodszy brat Nwankwo. Seniorską karierę rozpoczynał w Eagle Cement, skąd w 1996 roku przeszedł do AFC Ajax. Początkowo występował jedynie w drużynie amatorskiej i na sezon 1996/1997 został wypożyczony do FC Lugano, gdzie rozegrał jedno spotkanie (6 kwietnia w przegranym 0:1 meczu z Étoile Carouge FC). W 1999 roku został wcielony do pierwszej drużyny Ajaxu. W Eredivisie zadebiutował 3 października w wygranym 6:3 spotkaniu z Willem II Tilburg. Ponadto w tamtym sezonie wystąpił w trzech spotkaniach Pucharu UEFA, przeciwko Dukli Bańska Bystrzyca, Hapoelowi Hajfa i RCD Mallorca. Na sezon 2001/2002 został wypożyczony do Deportivo Alavés, gdzie rozegrał pięć spotkań w Primera División. W sezonie 2002/2003 był piłkarzem TOP Oss, po czym przeszedł do Peterborough United. W 2005 roku został zawodnikiem Wingate & Finchley, a w kolejnym roku wrócił do Nigerii, podpisując kontrakt z Dolphins FC. Z klubem tym zdobył Puchar Nigerii.
W 2000 roku uczestniczył w czterech meczach reprezentacji Nigerii na igrzyskach olimpijskich. Dziewięciokrotnie wystąpił w pierwszej reprezentacji, debiutując w zremisowanym 0:0 meczu z Erytreą 9 kwietnia 2000 roku w ramach eliminacji do Mistrzostwa Świata 2002.

## Statystyki ligowe
| Sezon         | Klub                     | Liga                     | Mecze | Gole |
| ------------- | ------------------------ | ------------------------ | ----- | ---- |
| 1995          | Eagle Cement             | Nigerian Premier League  | ?     | ?    |
| 1995/1996 (w) | AFC Ajax Zaterdag        | Eerste Klasse Zaterdag B | ?     | ?    |
| 1996/1997     | FC Lugano                | Nationalliga A           | 1     | 0    |
| 1997/1998     | AFC Ajax Zaterdag        | Eerste Klasse Zaterdag A | ?     | ?    |
| 1998/1999     | AFC Ajax Zaterdag        | Eerste Klasse Zaterdag A | ?     | ?    |
| 1999/2000     | AFC Ajax                 | Eredivisie               | 9     | 0    |
| 2000/2001     | AFC Ajax                 | Eredivisie               | 6     | 0    |
| 2001/2002     | Deportivo Alavés         | Primera División         | 5     | 0    |
| 2002/2003     | TOP Oss                  | Eerste Divisie           | ?     | ?    |
| 2003/2004     | Peterborough United F.C. | Division Two             | 21    | 0    |
| 2004/2005     | Peterborough United F.C. | Division One             | 13    | 0    |
| 2005/2006     | Wingate & Finchley F.C.  | Southern Football League | ?     | ?    |
| 2006          | Dolphins FC              | Nigeria Premier League   | ?     | ?    |
| 2007          | Dolphins FC              | Nigeria Division 1       | ?     | ?    |
| 2008          | Dolphins FC              | Nigeria Division 1       | ?     | ?    |
| 2008/2009     | Dolphins FC              | Nigeria Division 1       | ?     | ?    |